# Malezja na Letnich Igrzyskach Olimpijskich Młodzieży 2010
Malezję na Letnich Igrzyskach Olimpijskich Młodzieży 2010 w Singapurze reprezentowało 13 sportowców w 6 dyscyplinach.

## Skład kadry

### Badminton
- Wei Sheng Loh
- Su Ya Sonia Cheah

### Gimnastyka
- Wan Nin Lee

### Lekkoatletyka
- Muhd Ajmal Aiman Mat Hasan - bieg na 110 m przez płotki - 11 miejsce w finale
- Navinraj Subramaniam - skok wzwyż - 8 miejsce w finale
- M. Fahme Zamzam Mehamed - ??? - 13 miejsce w finale

### Pływanie
- Kar Meng Kevin Lim
  - 200 m st. dowolnym - 26 miejsce w kwalifikacjach
  - 400 m st. dowolnym - 16 miejsce w kwalifikacjach
- Wei Li Lai
  - 200 m st. dowolnym - 31 miejsce w kwalifikacjach
  - 400 m st. dowolnym - 18 miejsce w kwalifikacjach
  - 200 m st. zmiennym - DSQ

### Skoki do wody
- Tze Liang Ooi
  - trampolina 3 m - 7 miejsce w finale
  - wieża 10 m - 7 miejsce w finale
- Pandelela Rinong Pamg
  - trampolina 3 m -  srebrny medal
  - wieża 10 m -  srebrny medal

### Podnoszenie ciężarów
- Fatin Atikah Osman - kategoria do 58 kg

### Żeglarstwo
- Muhamad Amirul Shafiq Md Jais
- Khairunneeta Mohd Afendy